# Peter Krause (Kameramann, 1935)
Peter Krause (* 9. November 1935; † 1. August 2008) war ein deutscher Kameramann.

## Leben
Peter Krause wurde Anfang der 1960er Jahre als Kameramann bei der DEFA tätig. Als Mitglied des Kollektives des Filmes Ernst Thälmann wurde er 1986 mit dem Nationalpreis der DDR II. Klasse geehrt. Zu seinen Arbeiten gehören Spielfilme, Serien und mehrere Polizeiruf-110-Episoden. Sein Schaffen umfasst mehr als 30 Produktionen, zuletzt arbeitete er 1999 für das Fernsehen.

## Filmografie
- 1962: Mord ohne Sühne
- 1963: Geheimarchiv an der Elbe
- 1964: Die Hochzeit von Länneken
- 1965: Die besten Jahre
- 1965: Berlin um die Ecke
- 1967: Hallo, du altes Spreeathen! (TV)
- 1968: Mord am Montag
- 1969: Mit mir nicht, Madam!
- 1970: He, Du!
- 1971: Das letzte Wort (TV)
- 1973: Die Brüder Lautensack (TV)
- 1973: Polizeiruf 110: Siegquote 180
- 1974: Die lieben Mitmenschen (Fernsehserie, 3 Folgen)
- 1977: Zur See (Fernsehserie, 9 Folgen)
- 1977: Makarios, i megali poreia
- 1978: Hiev up
- 1978: Polizeiruf 110: Doppeltes Spiel
- 1978: Polizeiruf 110: Schuldig
- 1980: Komödianten-Emil
- 1980: Meines Vaters Straßenbahn (Fernseh-Zweiteiler)
- 1981: Der Sturz (TV)
- 1983: Zauber um Zinnober
- 1986: Ernst Thälmann (TV)
- 1989: Die ehrbaren Fünf (TV)
- 1989: Immensee (TV)
- 1990: Rheinsberg (TV)
- 1990: Drachensaat (TV)
- 1990: Polizeiruf 110: Das Duell
- 1991: Polizeiruf 110: Das Treibhaus
- 1993: Immer wieder Sonntag (TV)
- 1997: Das Prinzgemahl
- 1997: Liebling Kreuzberg (Fernsehserie, 2 Folgen)
- 1999: Schlosshotel Orth (Fernsehserie, 8 Folgen)